# Campionati italiani di triathlon cross country del 2005
I Campionati italiani di triathlon cross country del 2005 (I edizione) sono stati organizzati dalla Federazione Italiana Triathlon e si sono tenuti a Villacidro in Sardegna, in data 26 giugno 2005.
Tra gli uomini ha vinto Alessandro Degasperi (L'Arcobaleno Carraro), mentre la gara femminile è andata a Stefania Bonazzi (Silca Ultralite).

## Risultati

### Élite uomini
| Pos. | Atleta               | Società sportiva          | Nuoto    | Bici     | Corsa    | Totale   |
| ---- | -------------------- | ------------------------- | -------- | -------- | -------- | -------- |
|      | Alessandro Degasperi | L'Arcobaleno Carraro      | 00:18:41 | 01:14:57 | 00:37:41 | 02:14:14 |
|      | Luca Bonazzi         | Triathlon Bergamo         | 00:19:36 | 01:16:23 | 00:36:48 | 02:15:23 |
|      | Maurizio Brassini    | Brass Brooks              | 00:22:17 | 01:20:20 | 00:39:31 | 02:25:06 |
| 4    | Paolo Manara         | Centro Trentino Triathlon | 00:20:36 | 01:20:27 | 00:41:47 | 02:26:02 |
| 5    | Edoardo Piantanida   | Pro Patria Acros          | 00:19:41 | 01:23:22 | 00:41:14 | 02:27:14 |
| 6    | Pier Luigi Musu      | Cerbero                   | 00:18:45 | 01:27:52 | 00:43:28 | 02:32:48 |
| 7    | Marco Conti          | Mens Sana                 | 00:20:39 | 01:24:10 | 00:46:45 | 02:34:33 |
| 8    | Alessandro Putzolu   | Villacidro Triathlon      | 00:23:01 | 01:24:37 | 00:44:00 | 02:35:18 |
| 9    | Carlo Ennas          | Fuel Triathlon            | 00:22:31 | 01:28:23 | 00:43:42 | 02:37:41 |
| 10   | Marco Canuzzi        | New Green Hill            | 00:23:50 | 01:25:05 | 00:45:09 | 02:37:59 |
| 11   | Christian Pastori    | T.D. Rimini               | 00:23:58 | 01:29:24 | 00:41:52 | 02:39:10 |
| 12   | Martino Colosi       | Hrr 3                     | 00:24:10 | 01:25:52 | 00:46:08 | 02:39:23 |
| 13   | Stefano Turati       | Fumane Triathlon          | 00:24:27 | 01:25:41 | 00:45:32 | 02:39:32 |
| 14   | Giacomo Sansoni      | Triathlon Club Pistoia    | 00:31:03 | 01:22:57 | 00:42:39 | 02:41:26 |
| 15   | Francesco Gariffo    | Nadir                     | 00:22:47 | 01:30:24 | 00:46:15 | 02:43:35 |
| 16   | Maurizio Nislic      | Firenze Triathlon         | 00:22:55 | 01:32:34 | 00:45:38 | 02:43:58 |
| 17   | Walter Bonazzi       | Triathlon Bergamo         | 00:27:44 | 01:27:44 | 00:45:23 | 02:44:26 |
| 18   | Cristiano Marchesin  | Brass Brooks              | 00:20:35 | 01:40:09 | 00:42:08 | 02:46:05 |
| 19   | Matteo Marchisio     | T.M.T.                    | 00:23:14 | 01:31:50 | 00:47:50 | 02:46:19 |
| 20   | Antioco Porcu        | Mens Sana                 | 00:22:36 | 01:34:57 | 00:46:17 | 02:47:13 |

### Élite donne
| Pos. | Atleta              | Società sportiva     | Nuoto    | Bici     | Corsa    | Totale   |
| ---- | ------------------- | -------------------- | -------- | -------- | -------- | -------- |
|      | Stefania Bonazzi    | Silca Ultralite      | 00:23:00 | 01:31:02 | 00:45:43 | 02:43:07 |
|      | Giuliana Lamastra   | Valle d'Aosta        | 00:27:38 | 01:35:54 | 00:48:36 | 02:56:15 |
|      | Raffaela Ilardi     | Torino 3             | 00:26:44 | 01:47:02 | 00:56:43 | 03:13:51 |
| 4    | Elisabetta Mosso    | Mens Sana            | 00:29:38 | 02:02:18 | 01:00:46 | 03:37:21 |
| 5    | Roberta Pittau      | Villacidro Triathlon | 00:35:36 | 01:52:55 | 01:04:53 | 03:38:03 |
| 6    | Roberta Tagliaferri | Agriturisport        | 00:27:47 | 03:12:48 | 01:04:32 | 04:49:53 |